# Петро-Свистуново (Запорожская область)
Петро́-Свистуново (укр. Петро-Свистунове) — село,
Днепровский сельский совет,
Вольнянский район,
Запорожская область,
Украина.
Код КОАТУУ — 2321581304. Население по переписи 2001 года составляло 267 человек.

## Географическое положение
Село Петро-Свистуново находится на левом берегу реки Днепр,
выше по течению на расстоянии в 1,5 км расположено село Губенское,
ниже по течению на расстоянии в 2,5 км расположено село Ясиноватое.

## История
- 1779 год — дата основания.

## Известные люди
- Паторжинский, Иван Сергеевич (1896—1960) — оперный певец, народный артист СССР (1944), родился в селе Петро-Свистуново.